# Georg Hartmann
Pour le géographe allemand, voir Georg Hartmann (géographe).
Georg Hartmann, parfois écrit Hartman (né le 9 février 1489 – mort le 9 avril 1564 à Nuremberg) est un ingénieur, inventeur et astronome. Il a également été imprimeur, auteur ainsi qu'une personnalité religieuse.

## Biographie
Hartmann est né à Eggolsheim, près de Forchheim. À l'âge de 17 ans, il commence des études en théologie et en mathématiques à l'université de Cologne. À la fin de ses études, il voyage à travers l'Italie, puis s'établit à Nuremberg en 1518. Il y construit des astrolabes, globes planétaires, cadrans solaires et quadrants, ainsi que du matériel lié au fusils. Hartmann est peut-être le premier homme à avoir observé l'inclinaison magnétique.
Il a publié Perspectiva Communis (Nuremberg, 1542), une réimpression du livre d'optique de John Peckham (1292), et Directorium (Nuremberg, 1554), un livre sur l'astrologie. Son travail inédit Collectanea mathematica praeprimis gnomonicam spectania, sur les cadrans solaires et astrolabes, a été traduit par John Lamprey sous le titre Hartmann's Practika, publié en 2002,,,,,.